# 愛知大学
愛知大学（あいちだいがく、英語: Aichi University）は、愛知県名古屋市東区筒井2-10-31に本部を置く日本の私立大学。1946年創立、1946年大学設置。大学の略称は愛大（あいだい）。

## 概観

### 大学全体
第二次世界大戦の終結に伴い、東亜同文会が創立した東亜同文書院大学が中華民国に接収されることになった。その際に学長を務めていた本間喜一（後に初代最高裁判所事務総長）が中心となり、学生・教職員を受け入れる大学として、1946年、愛知県豊橋市に設立された。中部地区唯一の旧制法文系大学である。初代学長は東亜同文会理事で慶應義塾塾長などを歴任した歴史家、法学者（法学博士）、政治家の林毅陸。
愛知大学と東亜同文書院大学とは法的には直接の関係はないが、上記のような経緯から、愛知大学では東亜同文書院大学を「前身ともいえる」という見解を発表している。
そうした設立経緯から、中国に関する教学が盛んであり、中華人民共和国と国交断絶中も東亜同文書院大学が進めていた中国語辞典編纂事業を引き継いで進め、後に『中日大辞典』を完成させた。また、大学院中国研究科や現代中国学部が設置されている。
校名は単に地名から発想されたものではなく、「哲学」の別称である「愛智（知）」という言葉を語源に持つとしている。
また東亜同文書院大学だけでなく、京城帝国大学や台北帝国大学など敗戦に伴う旧外地の高等教育機関の学生・教職員の主な受け入れ先となった。

### 建学の精神
「世界文化と平和への貢献」、「国際的教養と視野をもった人材の育成」、「地域社会への貢献」を掲げている。

## 沿革
（沿革節の主要な出典は公式サイト）

### 年表
- 1946年（昭和21年） - 11月15日、財団法人愛知大学創立（大学令により旧制大学として創立）。旧豊橋陸軍予備士官学校跡に開校。
- 1947年 - 1月、予科開設。4月、法経学部法政科・経済科設置。
- 1948年 - 6月、国際問題研究所設立。
- 1949年 - 4月、学制改革により新制大学となる。法経学部法学科・経済学科、文学部社会学科、教養部設置。名古屋市東区赤萩町の東邦学園の1棟を借用して名古屋分校開校。
- 1950年 - 4月、文学部文学科設置。名古屋分校に短期大学部法経科2部・文科2部設置。
- 1951年 - 3月、私立学校法施行に伴い、学校法人愛知大学に移行。5月、名古屋市東区往還町の元中京女子短期大学施設を購入して名古屋校舎開校。6月、綜合郷土研究所（郷土研）設立。
- 1953年 - 3月、中部地方産業研究所（中産研）設立。4月、大学院法学研究科公法学専攻修士課程、経済学研究科経済学専攻修士課程設置。
- 1955年 - 4月、華日辞典編纂処（現・中日大辞典編纂所）設立。
- 1956年 - 4月、文学部史学科・文学専攻科国文学専攻、法経学部第2部設置。短期大学部法経科第2部廃止。
- 1957年 - 4月、大学院に法学研究科私法学専攻修士課程設置。
- 1958年 - 4月、文学部哲学科設置。
- 1959年 - 4月、短期大学部（女子）文科設置、文科2部廃止。
- 1961年 - 4月、短期大学部（女子）生活科設置。
- 1962年 - 4月、経営会計研究所（1990年「経営総合科学研究所」に改称）設立。
- 1963年 - 4月、法経学部第1部に経営学科設置。大学院法学研究科私法学専攻博士後期課程設置。
- 1968年 - 4月、『中日大辞典』初版刊行。
- 1977年 - 4月、大学院経営学研究科経営学専攻修士課程設置。
- 1978年 - 4月、大学院経済学研究科経済学専攻博士後期課程設置。
- 1979年 - 4月、大学院経営学研究科経営学専攻博士後期課程設置。6月、短期大学部法経科2部廃止。
- 1988年 - 4月、西加茂郡三好町黒笹町清水（現・みよし市黒笹山手）に名古屋キャンパス開校。短期大学部に留学生別科、別科英語専修、別科生活環境専修開設。
- 1989年（昭和64年/平成元年） - 4月、法経学部第1部、第2部を改組（学生募集停止）。法学部1部、経済学部1部、経営学部、法学部2部、経済学部2部設置。
- 1991年 - 4月、大学院中国研究科中国研究専攻修士課程・文学研究科日本文化専攻・地域社会システム専攻・欧米文化専攻修士課程設置。
- 1992年 - 4月、文学専攻科国文学専攻を廃止。
- 1993年 - 4月、大学院文学研究科地域社会システム専攻博士課程設置。5月、東亜同文書院大学記念センター設立。
- 1994年 - 4月、大学院中国研究科中国研究専攻博士後期課程設置。文学研究科日本文化専攻・欧米文化専攻博士後期課程設置。
- 1997年 - 4月、現代中国学部現代中国学科設置。短期大学部別科英語専修、生活環境専修を廃止。12月、法経学部第1部・第2部廃止。
- 1998年 - 4月、教養部廃止。国際コミュニケーション学部言語コミュニケーション学科、比較文化学科設置。
- 1999年 - 4月、文学部文学科改組し、日本・中国文学科、欧米文学科設置。
- 2000年 - 4月、短期大学部文科1部を言語文化学科に、生活科を現代生活学科に名称変更。
- 2001年 - 4月、大学院法学研究科公法学専攻博士後期課程設置。
- 2002年 - 4月、大学院国際コミュニケーション研究科国際コミュニケーション専攻修士課程設置。短期大学部留学生別科を廃止し、大学に外国人留学生別科開設。10月、国際中国学研究センター設立。
- 2004年 - 4月、旧名古屋校舎に車道キャンパス開校。大学院法務研究科法務専攻（法科大学院）設置。法学部1部を法学部、経済学部1部を経済学部に名称変更。法学研究科公法学専攻及び私法学専攻博士前期課程（修士課程）の学生募集停止。10月、三遠南信地域連携センター（現・三遠南信地域連携研究センター）設立。
- 2005年 - 3月、大学院法学研究科公法学専攻及び私法学専攻博士前期課程（修士課程）を廃止。4月、経営学部会計ファイナンス学科設置。文学部改組、学科統合し人文社会学科設置。短期大学部改組、学科統合しライフデザイン総合学科設置。
- 2006年 - 3月、文学部文学科及び外国人留学生別科を廃止。4月、大学院会計研究科会計専攻（会計大学院）設置。愛知大学孔子学院を設置。
- 2007年 - 3月、短期大学部言語文化学科・現代生活学科廃止。
- 2011年 - 3月、法学部2部法学科、経済学部2部経済学科を廃止。4月、地域政策学部地域政策学科設置。5月、文学部欧米文学科を廃止。12月、日本・中国文学科を廃止。
- 2012年 - 3月、文学部哲学科を廃止。4月、名古屋市ささしまライブ24地区に名古屋キャンパス開校[9]。8月、大学本部を車道キャンパスに移転[10]。10月、文学部社会学科廃止。
- 2013年 - 3月、文学部史学科廃止。4月、国際コミュニケーション学部言語コミュニケーション学科を英語学科に名称変更。
- 2014年 - 4月、名古屋キャンパス、蟹江グランド開設。
- 2015年 - 3月、会計研究科会計専攻廃止。4月、文學会を改組し、人文社会学研究所を設立。
- 2018年 - 4月、文学部心理学科設置。国際コミュニケーション学部比較文化学科を国際教養学科に名称変更。
- 2021年 - 4月、文学部歴史地理学科・日本語日本文学科設置。

## 基礎データ

### 所在地
- 名古屋キャンパス（愛知県名古屋市中村区、北緯35度09分40.4秒 東経136度53分04.2秒）
- 豊橋キャンパス（愛知県豊橋市、北緯34度44分25.5秒 東経137度23分11.4秒）
- 車道キャンパス（愛知県名古屋市東区、北緯35度10分28.6秒 東経136度55分39.6秒）

### 象徴
- 校歌・応援歌・学生歌
  - 愛知大学学生歌 （作詞：上尾耿輔、作曲：山田昌弘）
公式行事等で歌われている学生歌。愛知大学には校歌が存在せず、学生歌が校歌のような役割も兼ねている。
  - 月影砕くる：愛知大学予科逍遥歌 （作詞：亀田敏生、作曲：山田昌弘）
1947年旧制大学予科の寮歌として作られた[11]。
  - 愛知大学短期大学部学生歌「梢の歌」（作詞：丸山薫、作曲：山田昌弘） 　愛知大学客員教授を務めた詩人・丸山薫によって196４年作詞。新編丸山薫全集第6巻（角川学芸出版）に歌詞収録。
- スクールカラー
紺色（愛知大学ブルー）
- 校章
愛知大学の「愛」と「大」を組み合わせて図式化したもの。1947年6月制定で、制作は岸田劉生門下だった高須光治の原案。
- コミュニケーションマーク
2012年4月に制定された。広報物や大学グッズなどで広く使用されている。

## 教育および研究

### 組織

#### 学部
- 法学部
  - 法学科
    - 司法コース
    - 行政コース
    - 企業コース
- 経済学部
  - 経済学科
    - 経済分析コース
    - 政策・地域コース
    - 世界経済コース
- 経営学部
  - 経営学科
    - ビジネス・マネジメントコース
    - 流通・マーケティングコース
    - 情報システムコース
    - 国際ビジネスコース

  - 会計ファイナンス学科
    - アカウンティングコース
    - ファイナンスコース
    - ビジネスデザインコース
- 現代中国学部
  - 現代中国学科
    - ビジネスコース
    - 言語文化コース
    - 国際関係コース
- 国際コミュニケーション学部
  - 英語学科
    - Language Studiesコース
    - Businessコース
    - Educationコース

  - 国際教養学科
- 文学部
  - 人文社会学科（下記の専攻は入学後に別れる）
    - 現代文化コース
      - 東アジア文化専攻
      - 哲学専攻
      - 図書館情報学専攻
      - メディア芸術専攻

    - 社会学コース
      - 社会学専攻

    - 欧米言語文化コース
      - 現代国際英語専攻
      - ドイツ語圏文化専攻
      - フランス語圏文化専攻

  - 心理学科
    - 心理学専攻

  - 歴史地理学科
    - 日本史学専攻
    - 世界史学専攻
    - 地理学専攻

  - 日本語日本文学科
    - 日本語日本文学専攻
- 地域政策学部
  - 地域政策学科
    - 公共政策コース
    - 地域産業コース
    - まちづくりコース
    - 地域文化コース
    - 健康・スポーツコース
    - 食農環境コース[12]

#### 研究科
- 法学研究科（博士後期課程）
  - 公法学専攻
  - 私法学専攻
- 経済学研究科（修士課程・博士後期課程）
  - 経済学専攻（理論・情報、社会経済、財政・政策、地域経済研究、国際地域研究の各コースを設置）
- 経営学研究科（修士課程・博士後期課程）
  - 経営学専攻（昼間、社会人(夜間、修士課程のみ)の各コースを設置）
- 中国研究科（修士課程・博士後期課程）
  - 中国研究専攻
  - 中国研究専攻（デュアルディグリー・コース）
- 国際コミュニケーション研究科（修士課程）
  - 国際コミュニケーション専攻（言語コミュニケーション、国際関係、多文化間比較の各研究領域を設置）
- 文学研究科（修士課程・博士後期課程）
  - 日本文化専攻
  - 地域社会システム専攻
  - 欧米文化専攻
- 法務研究科
  - 法務専攻（法科大学院）（専門職学位課程）

#### 短期大学部
- 短期大学部

1959年に短期大学部（女子）が設置され、現在ライフデザイン学科を設置。

#### 設置機関

##### 図書館

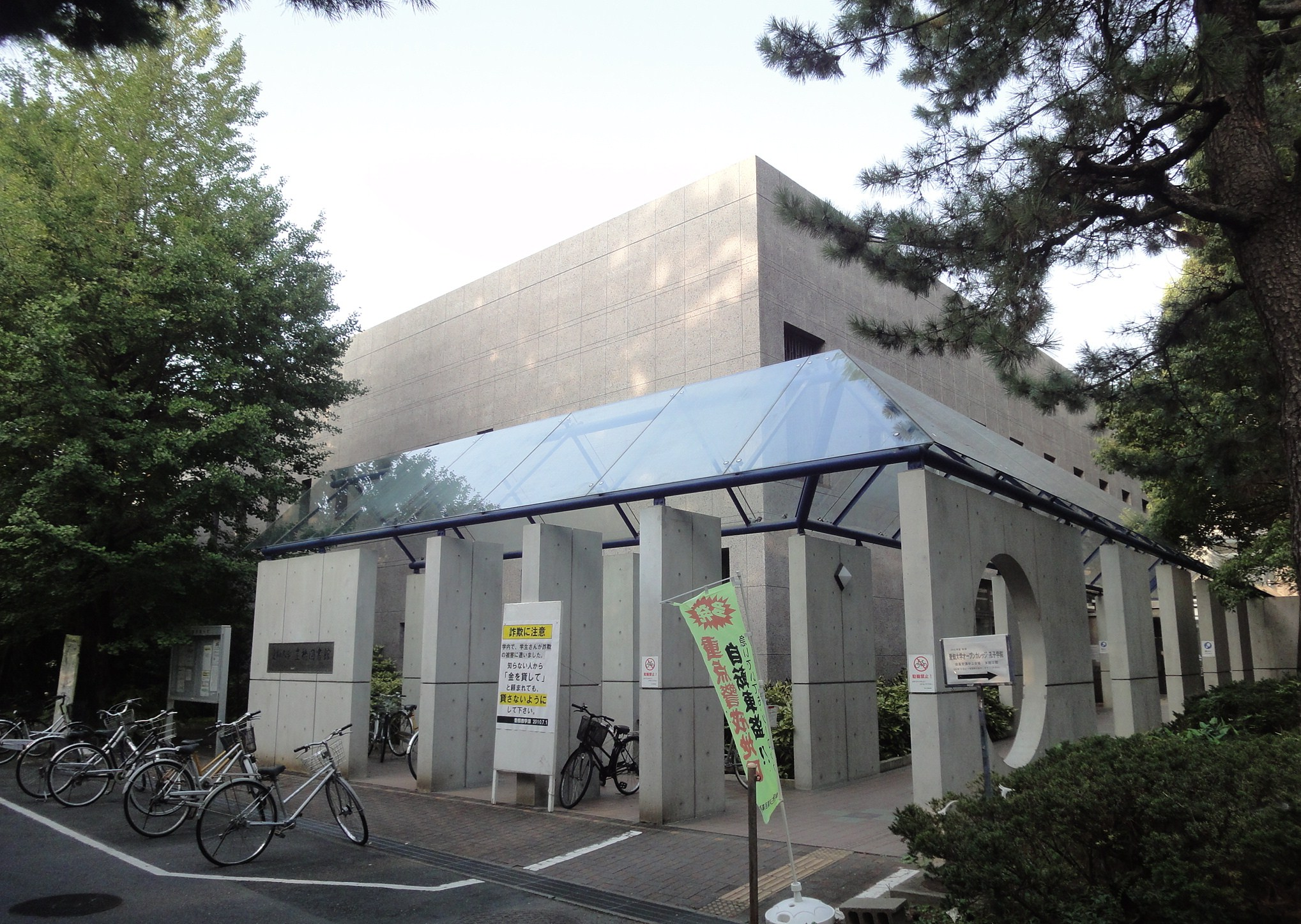
豊橋図書館

各キャンパスに図書館が付設され、様々な学問領域の書籍を所蔵しており、蔵書数は2021年3月31日の時点で、名古屋図書館499,601冊、豊橋図書館730,446冊、車道図書館150,747冊、合計1,380,794冊である（研究所・学会及び製本雑誌を除く）。豊橋図書館第一書庫には旧東亜同文会所蔵の図書である霞山文庫や東亜同文書院支那調査旅行報告書といった中国関連の文献が多数所蔵されている。

##### 研究施設
- 国際問題研究所（名古屋）
- 経営総合科学研究所（名古屋）
- 中日大辞典編纂所（名古屋）
- 国際中国学研究センター（名古屋）
- 綜合郷土研究所（豊橋）
- 中部地方産業研究所（豊橋）
- 愛知大学東亜同文書院大学記念センター（豊橋）
- 三遠南信地域連携研究センター（豊橋）
- 人文社会学研究所（豊橋）

##### 学生支援施設
- 情報メディアセンター（名古屋、豊橋、車道）
- 学習・教育支援センター（名古屋、豊橋）
- 教職課程センター（名古屋、豊橋）
- 語学教育研究室（名古屋、豊橋）
- 一般教育研究室（名古屋、豊橋）
- 体育研究室（名古屋、豊橋）
- 学生相談室（名古屋、豊橋、車道）

##### その他の施設
- 国際ビジネスセンター（名古屋）
- エクステンションセンター（豊橋、車道）

### 研究

#### 21世紀COEプログラム
21世紀COEプログラムとして、1件のプロジェクトが採択されている。
- 2002年
学際・複合・新領域
国際中国学研究センター

#### 私立大学学術研究高度化推進事業
私立大学学術研究高度化推進事業として、2件のプロジェクトが採択されている。
- 2005年
- 社会連携研究推進事業
  - 愛知大学三遠南信地域連携センター

グローカルな視点に立った「地域づくり」トータルシステムの開発
- 2006年
- オープン・リサーチ・センター整備事業
  - 愛知大学東亜同文書院大学記念センター

愛知大学東亜同文書院大学記念センターの情報公開と東亜同文書院をめぐる総合的研究の推進プロジェクト

#### 私立大学戦略的研究基盤形成支援事業
私立大学戦略的研究基盤形成支援事業として、2件のプロジェクトが採択されている。
- 2010年
- 地域に根差した研究
  - 愛知大学三遠南信地域連携センター

三遠南信地域における「地域連携型GIS」の研究
- 2012年
- 研究拠点を形成する研究
  - 愛知大学東亜同文書院大学記念センター

東亜同文書院を軸として近代日中関係史の新たな構築

#### 研究環境・基盤整備、研究拠点形成事業
研究環境・基盤整備、研究拠点形成事業として、2件のプロジェクトが採択されている。
- 2013年
- 共同利用・共同研究拠点
  - 越境地域政策研究拠点

愛知大学三遠南信地域連携センター
- 特色ある共同研究拠点の整備の推進事業〜スタートアップ支援〜
  - 越境地域政策研究拠点

愛知大学三遠南信地域連携センター

### 教育
- 特色ある大学教育支援プログラム
  - 中国現地重視の学部教育（現代中国学部）
- 現代的教育ニーズ取組支援プログラム（現代GP）
  - 現代的教育ニーズ取組支援プログラム（現代中国学部）
- グローバル人材育成推進事業
  - グローバル人材育成推進事業（現代中国学部）
2012年9月に、愛知大学が提案した現代中国学部を中心とする取組が、文部科学省の平成24年度「グローバル人材育成推進事業」《特色型》に採択された。同事業は、若い世代の「内向き志向」を克服し、国際的な産業競争力の向上や国と国の絆の強化の基盤として、グローバルな舞台に積極的に挑戦し活躍できる「人材」の育成を図るため、大学教育のグローバル化を推進する取組を行う事業に対して、重点的に財政支援することを目的としている。全国で42大学の取組が採択されたが、愛知大学は中部地方の私立大学としては、唯一の採択大学である。
現代中国学部では1997年の学部創設以来、「現地プログラム」（中国語研修のための4か月間の全員留学）、「現地研究調査」（フィールドワーク）、「現地インターンシップ」という3つの特徴的で実践的な「現地主義教育」を展開されてきた。今回の事業採択を契機として、これに「さくら21」プロジェクト（日本理解・発信力養成プロジェクト）を組み合わせ、異文化理解とコミュニケーション能力の養成をさらに強化していく。さらに中国現地事務所の開設や学部ダブルディグリー・プログラムの開発等も進めていく。
- 法科大学院等専門職大学院形成支援プログラム
  - 犯罪被害者支援による地域貢献プログラム（大学院法務研究科）
- 新たな社会的ニーズに対応した学生支援プログラム (学生支援GP)
  - キャリアデザインから始まる持続的就業力醸成プログラム
- 大学生の就業力育成支援事業（文部科学省）
  - 就業力養成をめざす「愛短型」新教育改革（短期大学部）
- 2018（平成30）年度「私立大学研究ブランディング事業」(文部科学省)
  - 『越境地域マネジメント研究』を通じて縮減する社会に持続性を生み出す大学」

### 刊行物
- 中日大辞典（大修館書店）
- 愛知論叢(愛知大学大学院院生協議会)
- 愛知大学法学部法経論集(愛知大学法学会)
- 愛知大学経済論集(愛知大学経済学会)
- 愛知大学経営学部愛知経営論集(愛知大学経営学会)
- 中国21(愛知大学現代中国学会)
- 文明21(愛知大学国際コミュニケーション学会)
- 愛大史学(文学部)
- 地域政策学ジャーナル（愛知大学地域政策学部）
- 短期大学部研究論集（愛知大学短期大学部）
- 韋編 : 愛知大学図書館報（愛知大学図書館）
- 愛知大学図書館概要（愛知大学図書館）
- 国際問題研究所紀要(愛知大学国際問題研究所)
- OCCASIONAL PAPER（愛知大学国際問題研究所）
- ブックレット（愛知大学国際問題研究所）
- 綜合郷土研究所紀要(愛知大学綜合郷土研究所)
- 経営総合科学(経営総合科学研究所)
- 愛知大学文学論叢(人文科学研究所)
- 愛知大学文学論叢(文学会)
- ICCS現代中国学ジャーナル（国際中国学研究センター）
- 同文書院記念報(愛知大学東亜同文書院大学記念センター)
- 愛知大学三遠南信地域研究連携センター紀要（愛知大学三遠南信地域研究連携センター）
- 一般教育論集（愛知大学一般教育研究室）
- 言語と文化（愛知大学語学教育研究室）
- 愛知大学体育学論集（愛知大学体育研究室）
- 愛知大学教職課程研究年報（愛知大学教職課程センター）
- 情報メディアセンター紀要「COM」（愛知大学情報メディアセンター）
- 日中語彙研究（中日大辞典編纂所）
- 愛知大学国文学(愛知大学国文学会)
- 年報・中部の経済と社会(愛知大学中部地方産業研究所)
- 東三河の経済と社会（愛知大学中部地方産業研究所）

## 学生生活

### 大学祭
ささしま祭（名古屋キャンパス）
毎年11月上旬に行われる。ささしま祭実行委員会が主催し、ミスコンテストなどが開催される。2015年より愛大祭からささしま祭へと名称変更した。

ほのくに祭（豊橋キャンパス）
毎年10月末から11月初めにかけて4日間行われる。学生自治会が中心となり、各部活動やサークルの出し物や模擬店が行われる。前夜祭の仮装神輿では、愛知大学から豊橋駅まで学生が仮装をして神輿を担いで練り歩く。前夜祭にプロコンサートが開かれる。2024年より愛大祭からほのくに祭へと名称変更した。

## 施設

### 名古屋キャンパス

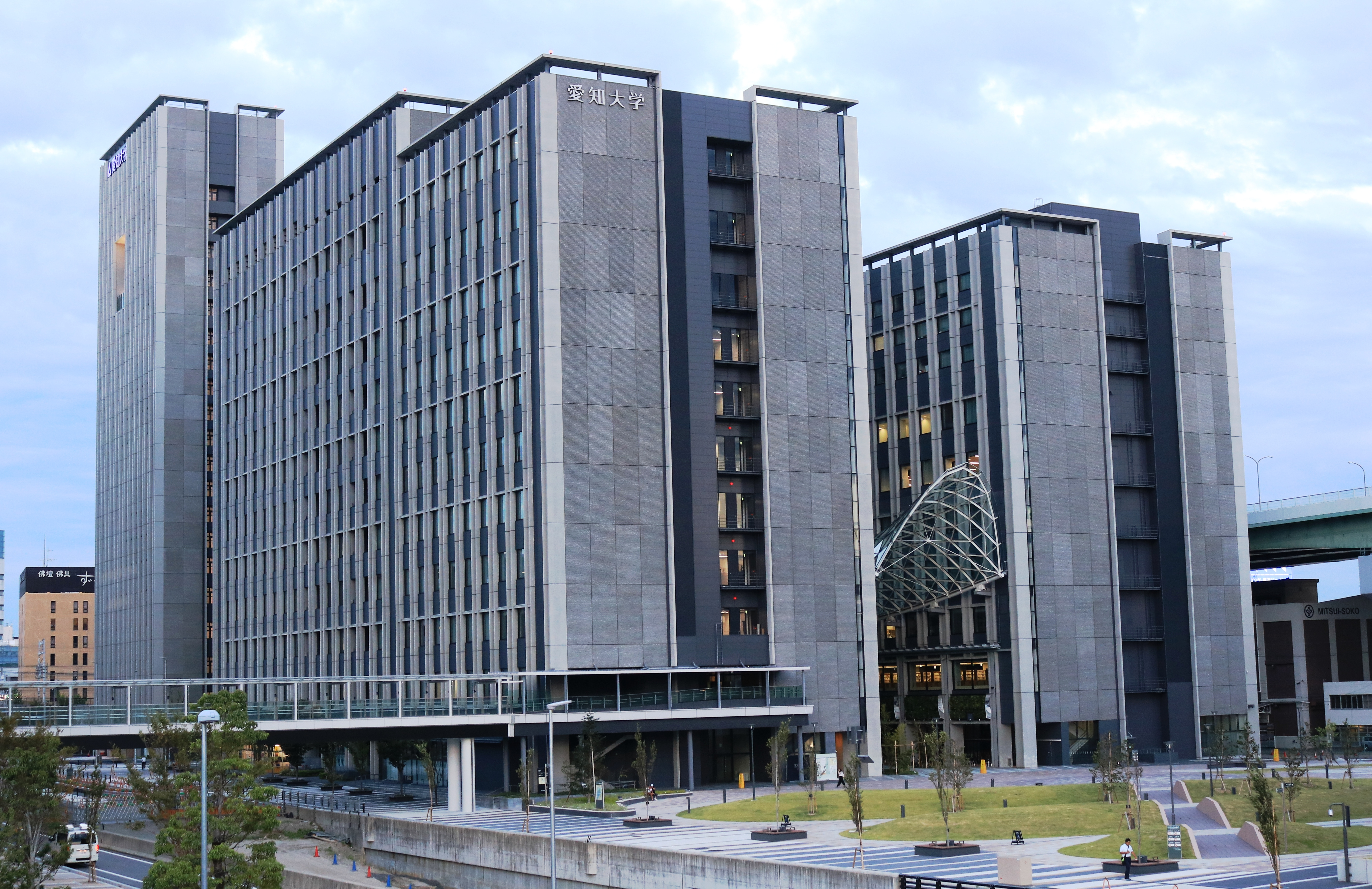
名古屋キャンパス
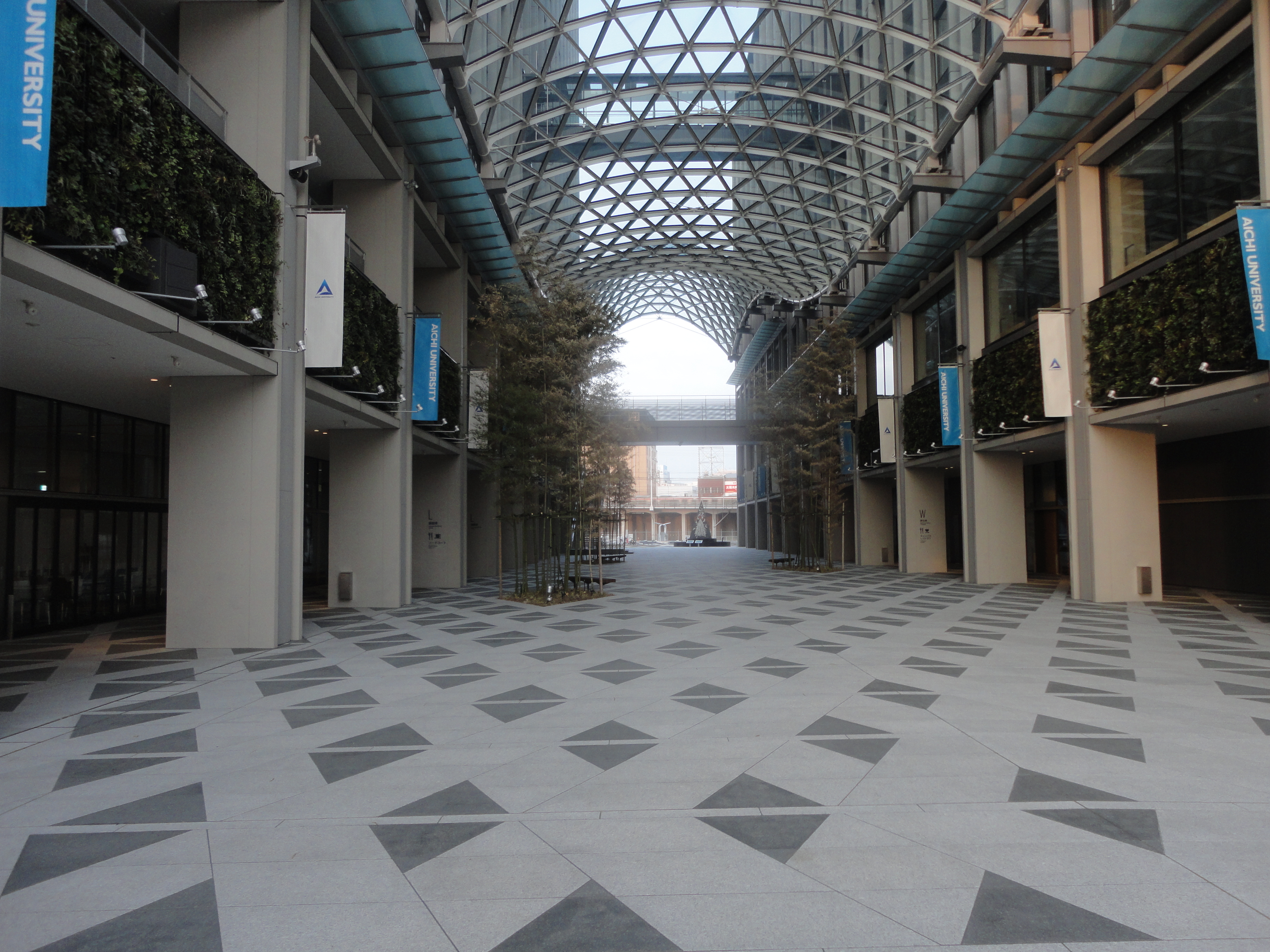
名古屋キャンパス・キャンパスモール

2012年に開設された。本館（研究棟）（地上20階）、
講義棟（地下1階・地上11階）、厚生棟（地下1階・地上10階）、グローバルコンベンションホールで構成されている。キャンパスモールには卒業生で日本画家の平松礼二によるモニュメントが設置されている。2014年、旧愛知県立蟹江高等学校の跡地を利用した蟹江グラウンドが整備された。
- 使用学部：法学部・経済学部・経営学部・現代中国学部・国際コミュニケーション学部
- 使用研究科：大学院法学研究科・経済学研究科・経営学研究科・中国研究科・国際コミュニケーション研究科
- 交通アクセス：
  - 名古屋臨海高速鉄道あおなみ線ささしまライブ駅下車、徒歩2分。
  - 近畿日本鉄道米野駅下車、徒歩5分。
  - JR東海名古屋駅下車、徒歩10分。
  - 名古屋臨海高速鉄道あおなみ線名古屋駅下車、徒歩10分。
  - 名古屋鉄道名鉄名古屋駅下車、徒歩10分。
  - 近畿日本鉄道近鉄名古屋駅下車、徒歩10分。
  - 名古屋市営地下鉄名古屋駅下車、徒歩10分。
  - 名鉄バス愛知大学前バス停下車。
  - 名古屋市営バスささしまライブバス停下車。

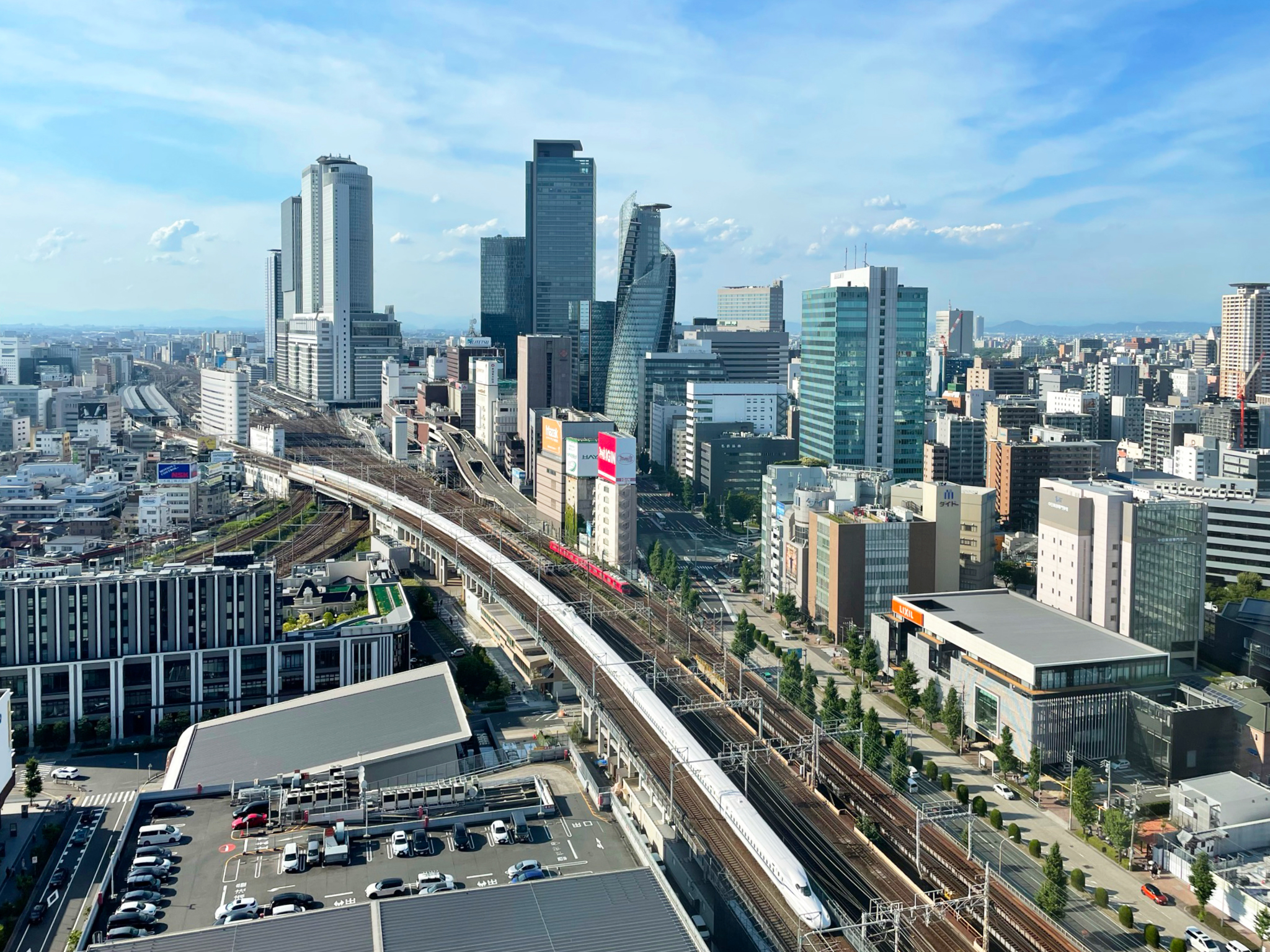
本館20階からの北側の眺め。名古屋駅も見える。
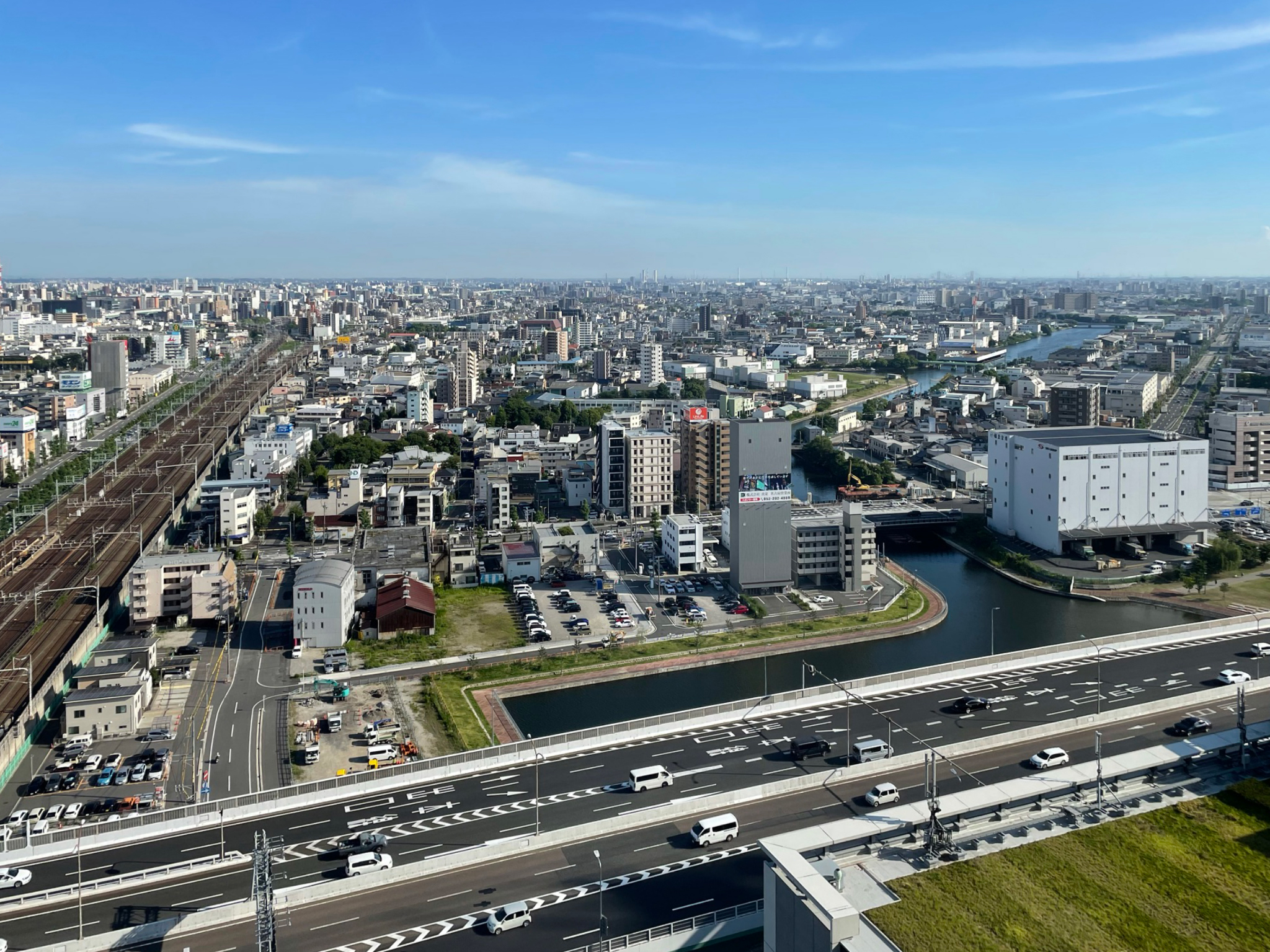
本館20階からの南側の眺め。中川運河も見える。

### 豊橋キャンパス

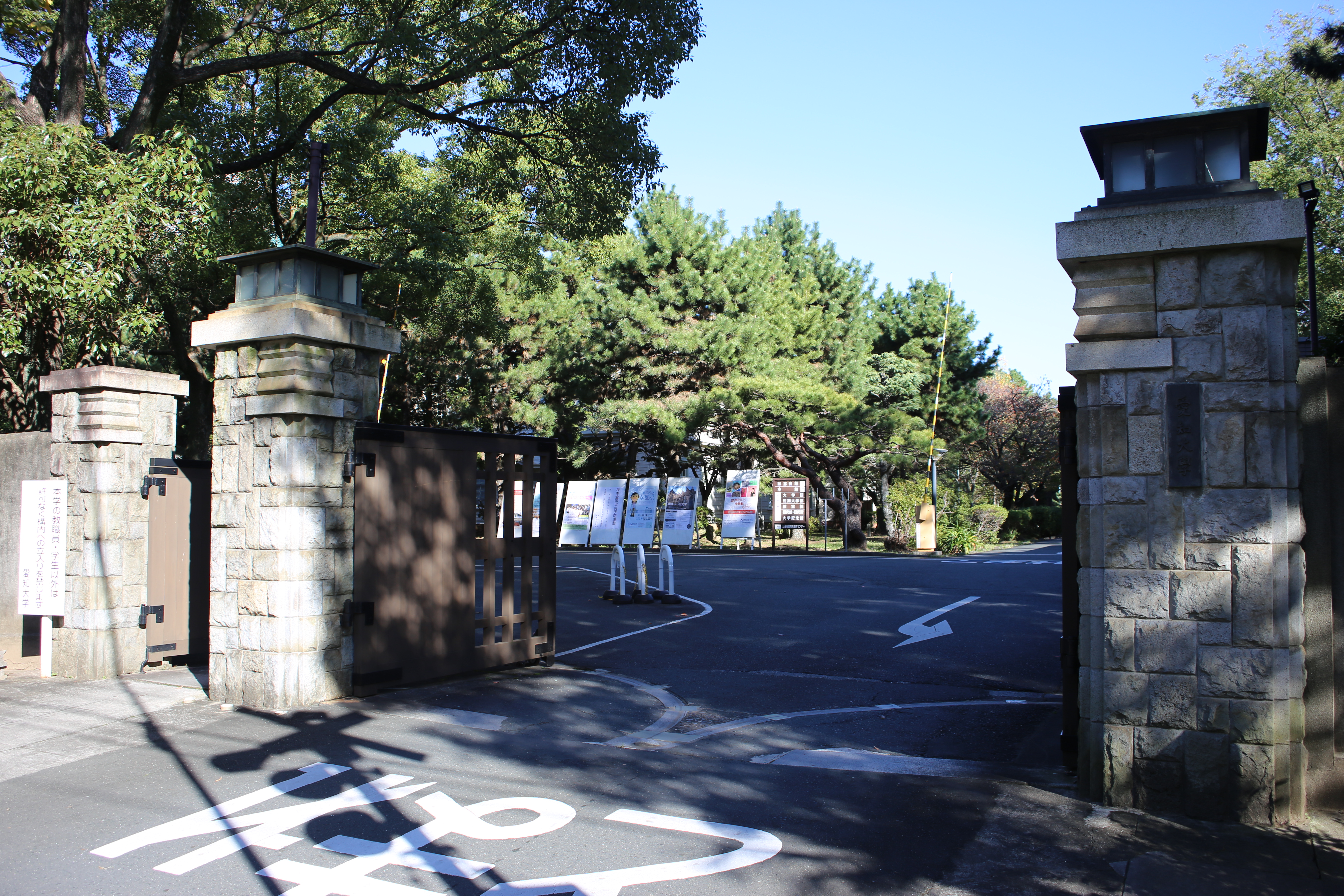
豊橋キャンパス正門
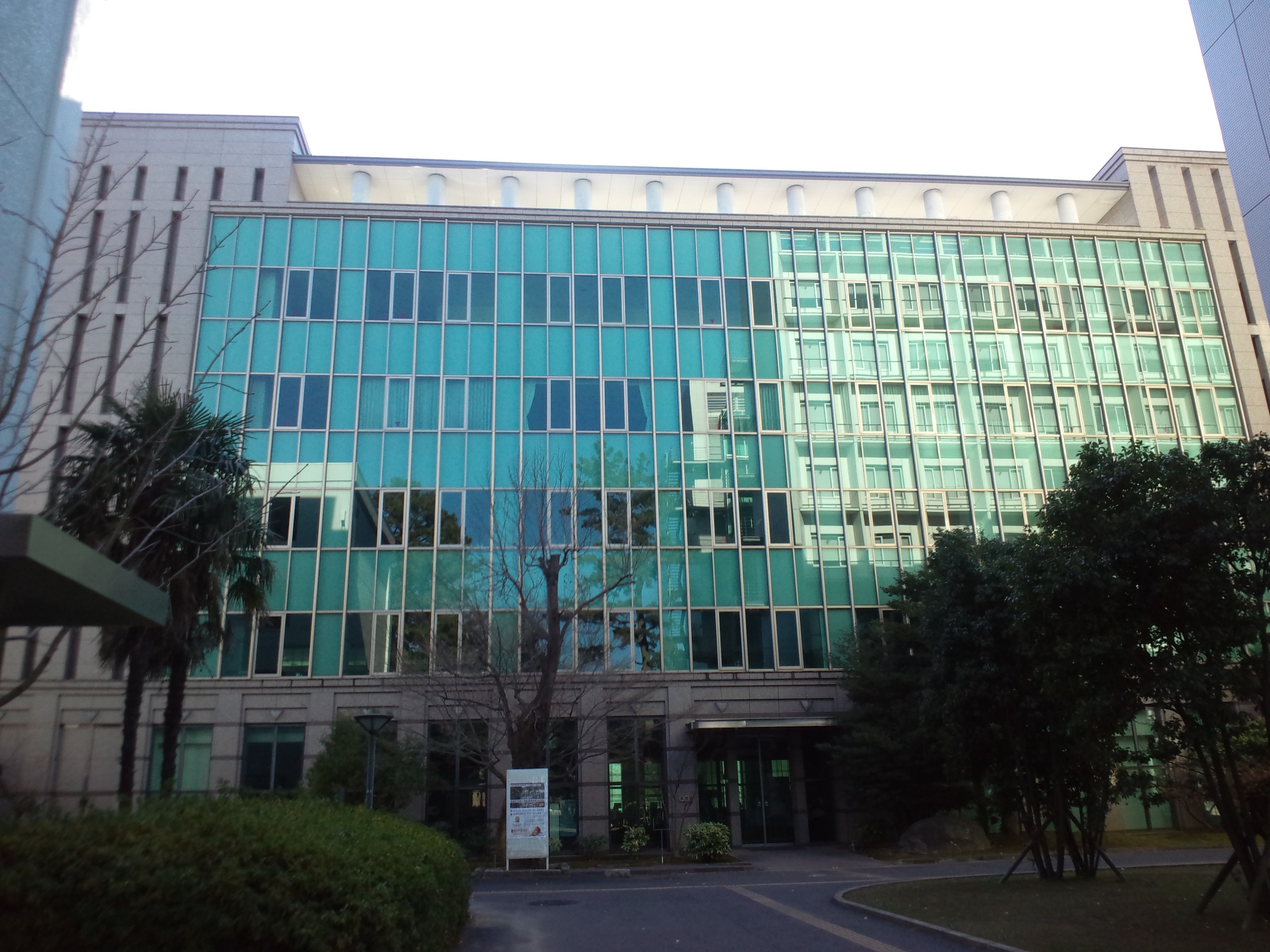
豊橋キャンパス本館
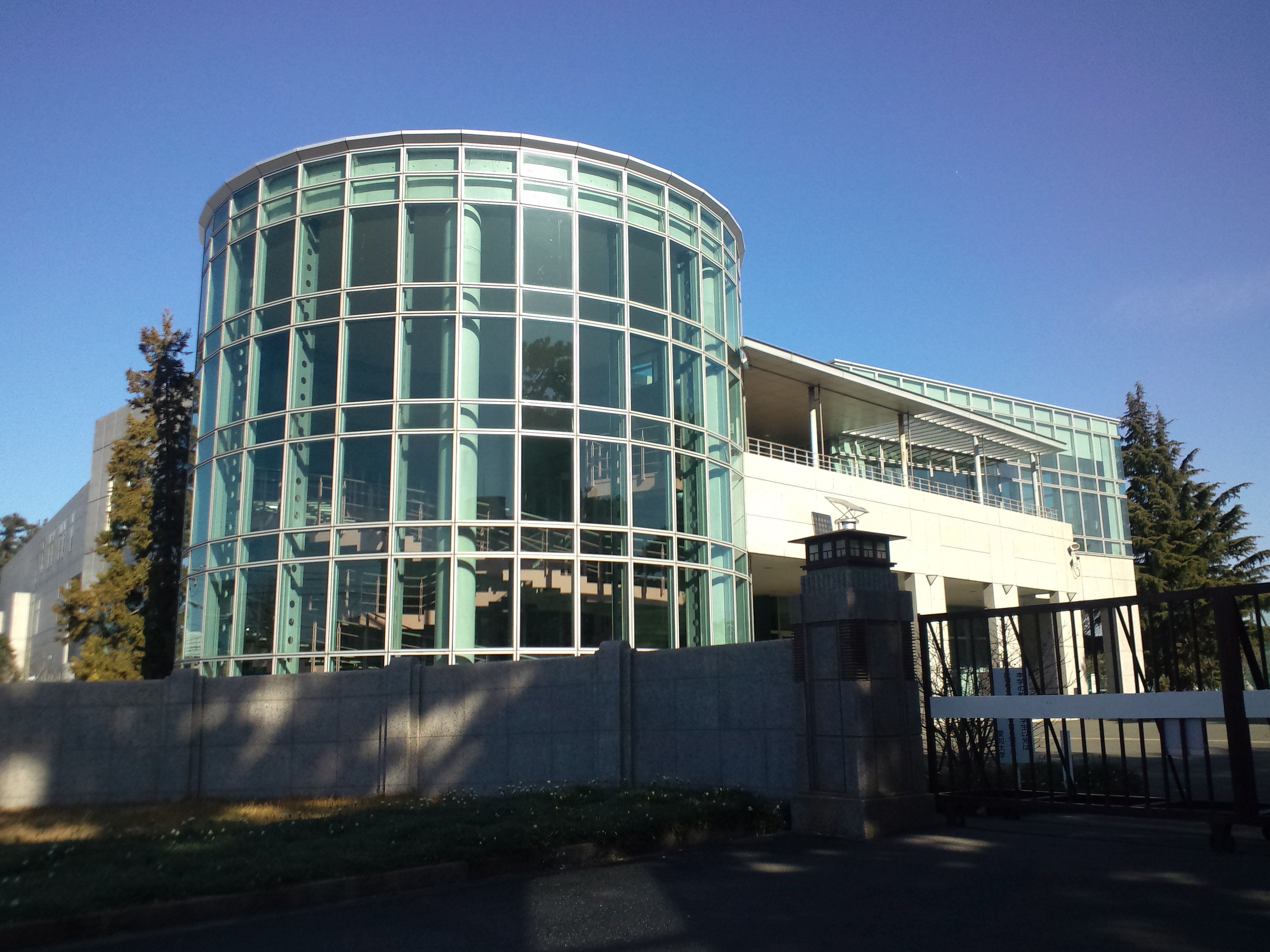
豊橋キャンパス逍遥館（厚生会館）
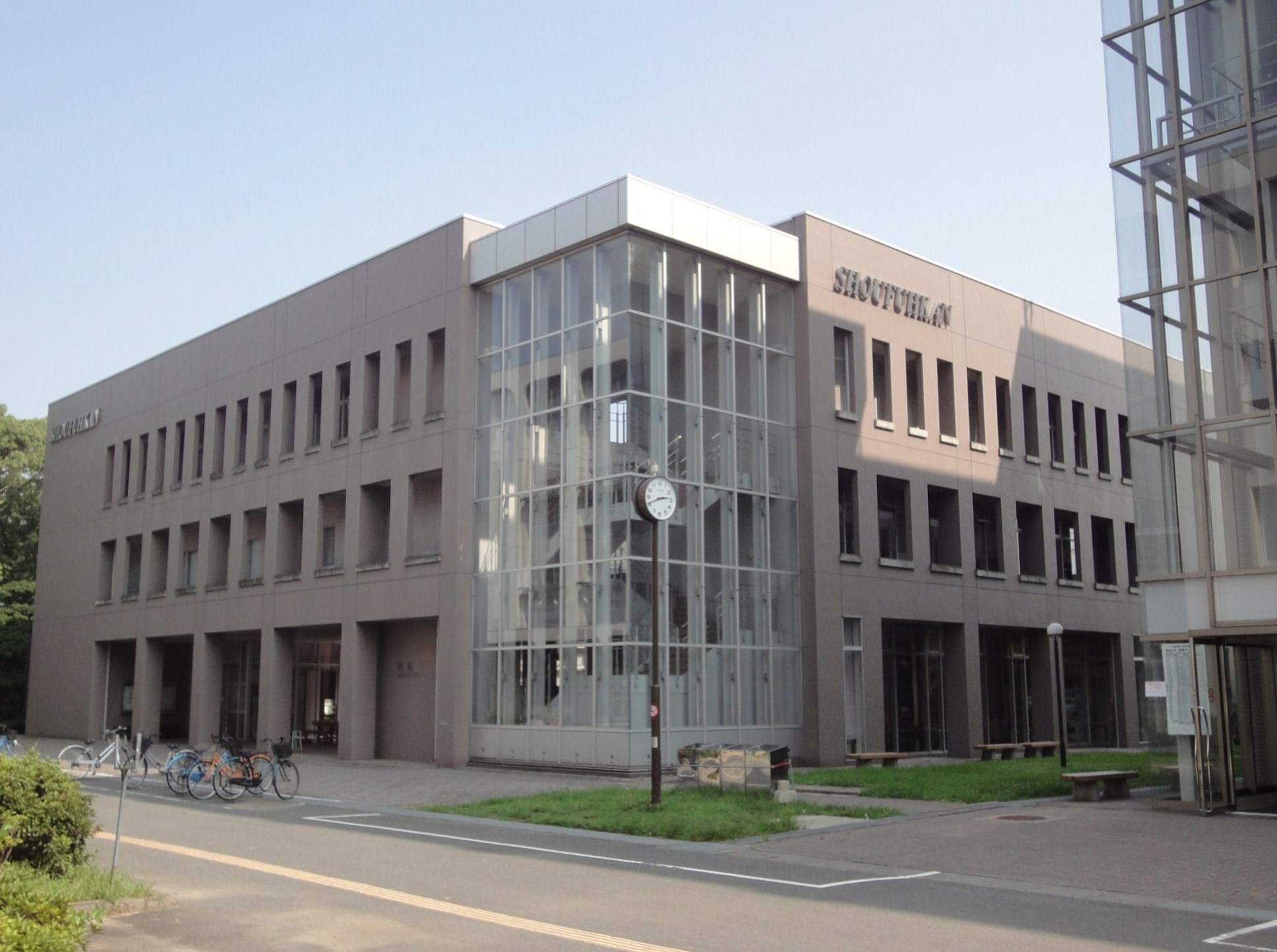
豊橋キャンパス梢風館（女子用厚生会館）
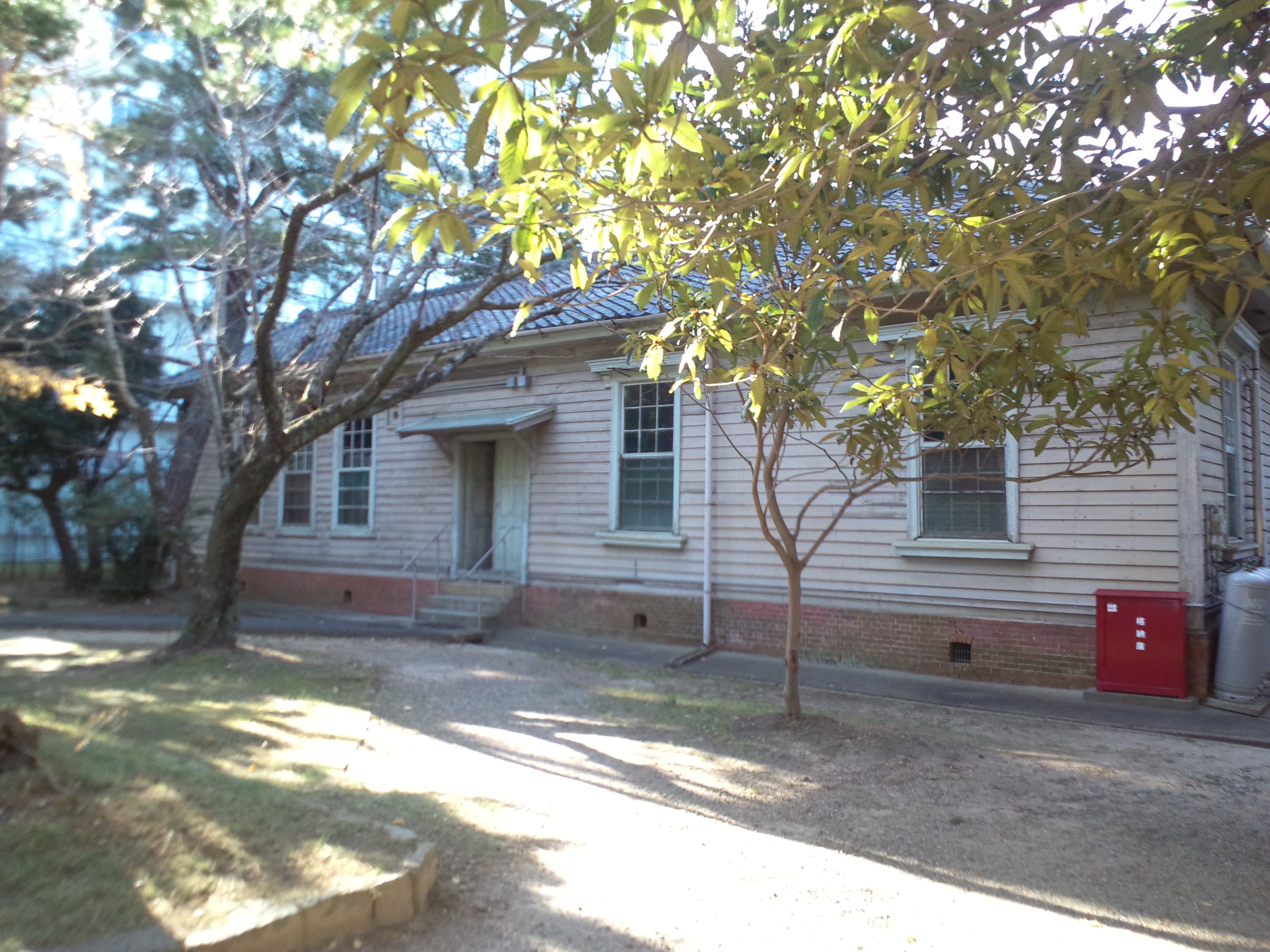
綜合郷土研究所
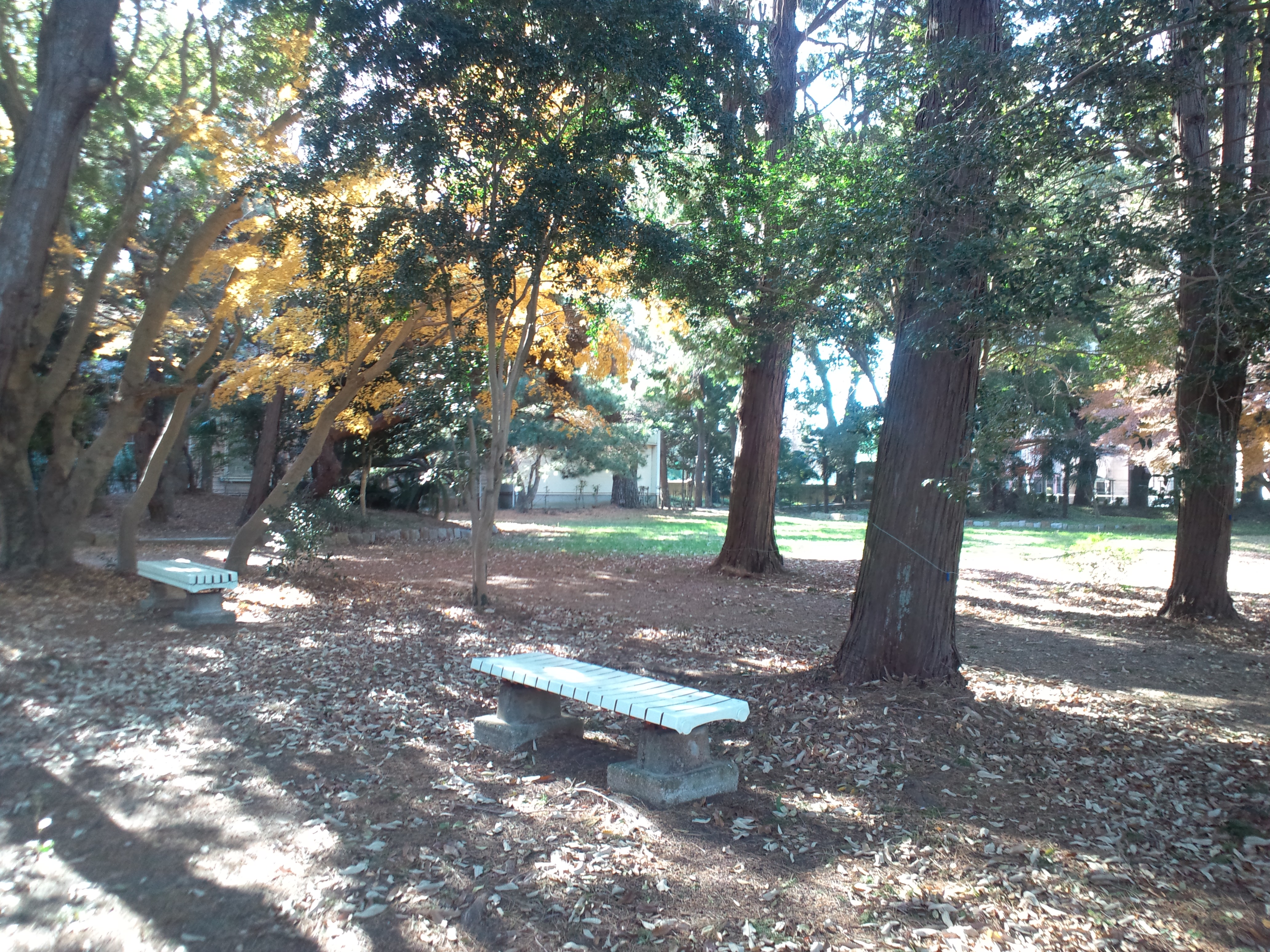
哲学の森
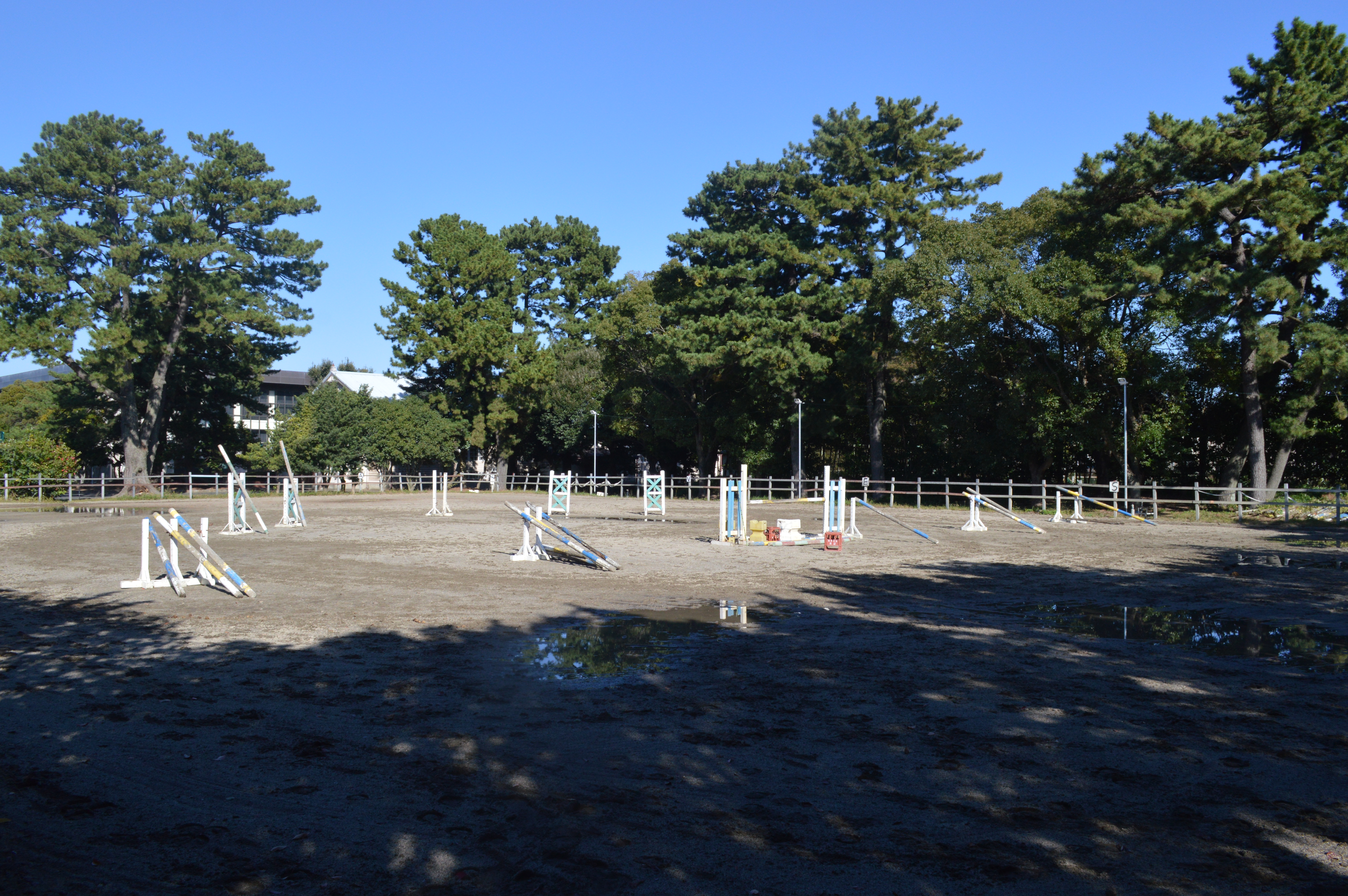
豊橋キャンパス馬術場

1946年、開学と同時に開設され、2012年まで大学本部が置かれていた。戦前の陸軍第15師団など旧軍の施設を利用したもので、大学記念館や大学公館、旧綜合郷土研究所・中部地方産業研究所は当時の建築物である。
なお豊橋市内では、1976年の豊橋技術科学大学が開学するまで他の大学が存在しなかったこともあり、大学といえば愛知大学を指していた。そのため渥美線の愛知大学最寄り駅は開業以来大学前駅であったが、2005年に愛知大学前駅と改名された。
2006年4月18日、NHK朝の連続テレビ小説『純情きらり』の劇中で主人公の婚約者が兵役で豊橋の師団へ入るという設定だったため、当時の建物・施設である愛知大学記念館と馬術場で撮影が行われた。
- 使用学部：文学部・地域政策学部
- 使用研究科：大学院文学研究科
- 交通アクセス：豊橋鉄道渥美線愛知大学前駅下車すぐ。

#### 大学記念館
大学記念館はかつての大学本館である。1908年、第15師団司令部庁舎として竣工。1998年に国の登録有形文化財（建造物）に登録され、現在は愛知大学東亜同文書院大学記念センターが設置され、愛知大学および東亜同文書院大学の歴史に関わる資料や愛知大学内研究機関の資料の展示を行われている。

#### 学生会館
現在の学生会館は1998年1月に竣工。管理運営は学生自治会である。管理室、談話室、ホール、1,2会議室、自治会室、1,2,3,4練習室、貸ロッカー、第1,第2シャワー室、1,2,3和室、映写室等がある。

#### 学生寮
旧第15師団兵舎。愛知大学の学生寮として思草寮・翠嵐寮の2寮が1988年1月まであった。取り壊された後、1996年11月16日、跡地に寮歌『逍遥歌』石碑が建立された。

### 車道キャンパス

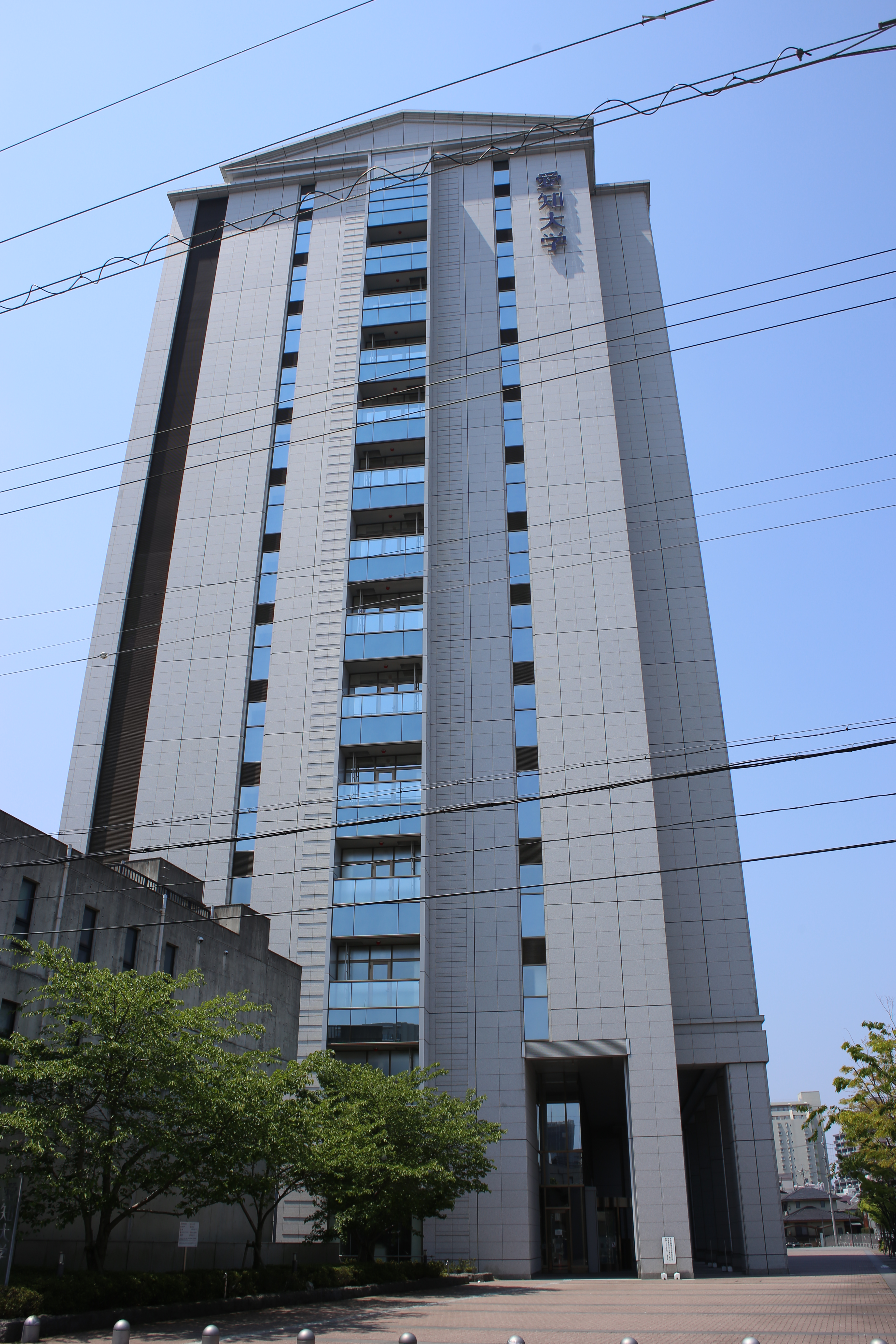

1949年、名古屋市東区赤萩町にあった東邦学園の1棟を借用して、名古屋分校として開設された。1951年、名古屋市東区往還町の元中京女子短期大学施設を購入し、名古屋校舎となった。2004年に高層校舎に建て替えられ、2012年より大学本部となる。
- 使用研究科：法務研究科
- 交通アクセス：
  - 名古屋市営地下鉄桜通線車道駅下車、徒歩2分。
  - 名古屋市営地下鉄東山線千種駅下車、徒歩8分。
  - JR中央本線千種駅下車、徒歩8分。

### 東京霞が関オフィス

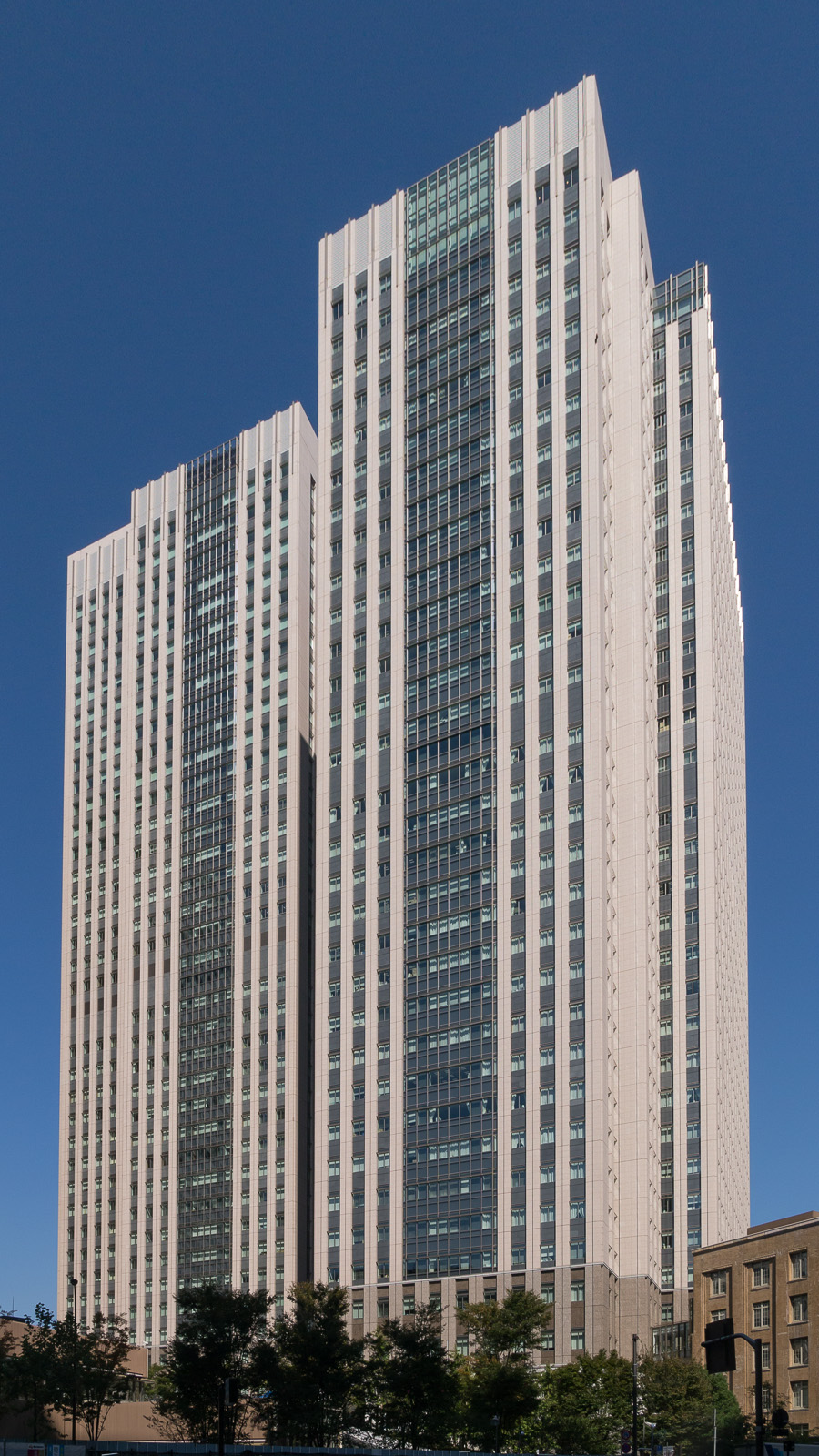

1998年、首都圏における愛知大学の情報発信拠点として、東京都千代田区霞が関の霞山ビル3階に設置された。2007年に現在地へ移転し、2014年に名称変更した。東日本地区の同窓会の拠点として利用されるほか、首都圏での就職を希望する学生へのサポートが行われている。東亜同文書院大学を運営していた東亜同文会の後継団体霞山会が設置する「霞山会館」と同じビル（霞が関コモンゲート西館）に入居している。

### 愛知大学公館
1912年に第15師団長官舎として建設された。愛知大学開学後は愛知大学公館として学長や教職職員の宿舎として使用された。豊橋キャンパス北東500メートル余り離れた豊橋市石塚町字石塚にある。豊橋市指定有形文化財。

### 自由受難の鐘

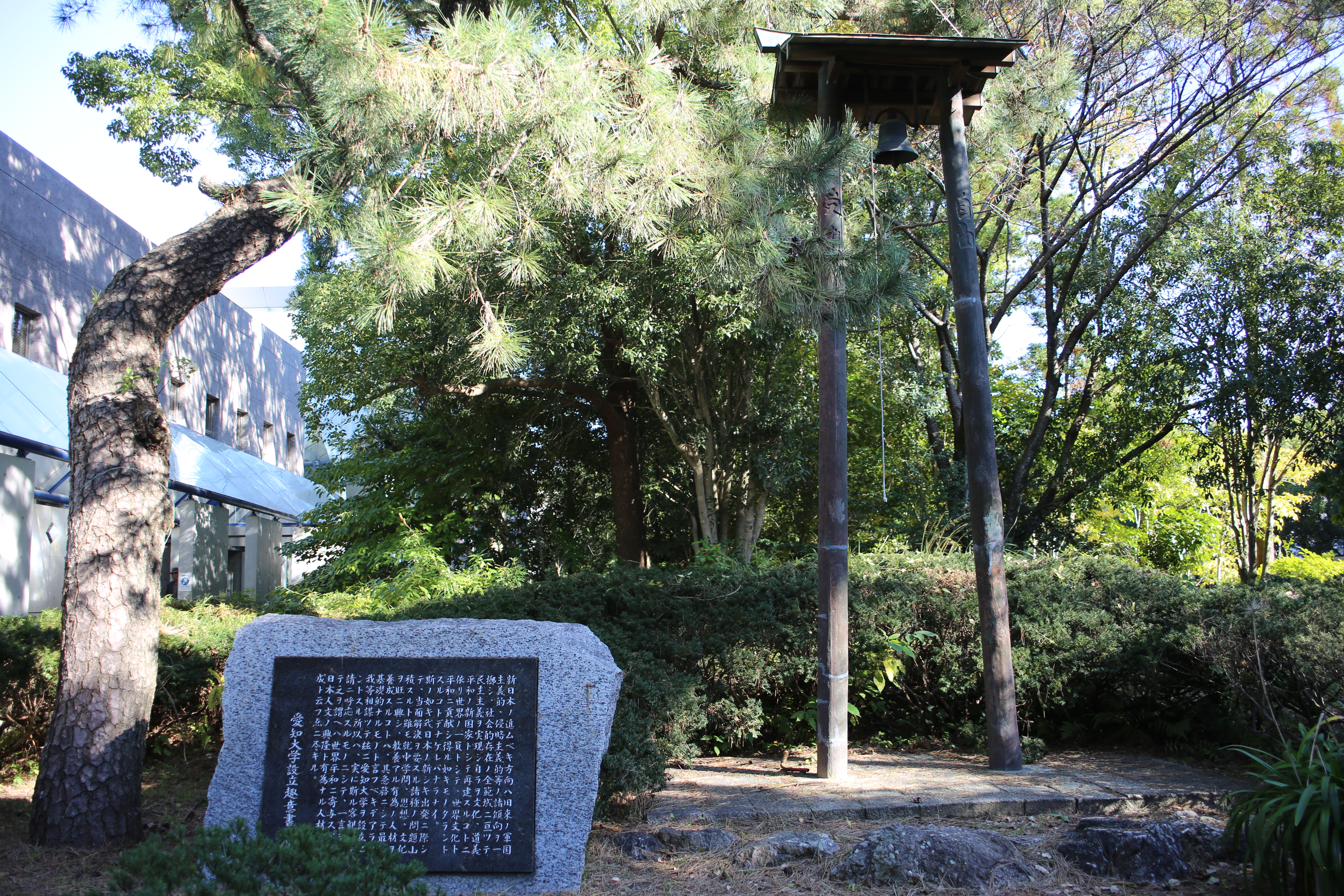

第4回卒業生（1951年）によって寄贈された。付けられている鐘は、開学時期に松の枝に吊されて学生に時を告げていたものである。
自由受難とは、自由を求めれば、必然的に苦難から逃れることができないという意味で、学生に対して様々な壁を乗り越え、自己実現に向かって前進してほしいという思いを込められている。

## 対外関係

### 地方自治体との協定
- 名古屋市中村区（愛知県） - 連携・協力に関する協定書（2013年11月13日締結）
- 弥富市（愛知県） - 連携・協力に関する協定書（2017年9月11日締結）
- 知多市（愛知県） - 連携・協力に関する協定書（2020年7月3日締結）
- 蟹江町（愛知県） - 連携・協力に関する協定書（2011年5月17日締結）
- 岡崎市（愛知県） - 連携・協力に関する協定書（2019年9月6日締結）
- 知立市（愛知県） - 連携・協力に関する協定書（2018年6月29日締結）
- 東三河県庁（愛知県） - 連携・協力に関する協定書（2014年11月10日締結）
- 東三河広域連合（愛知県） - 連携・協力に関する協定書（2015年10月6日締結）
- 豊橋市（愛知県） - 連携・協力に関する協定書（2005年7月11日締結）
- 豊川市（愛知県） - 連携・協力に関する協定書（2012年3月6日締結）
- 蒲郡市（愛知県） - 連携・協力に関する協定書（2014年10月28日締結）
- 新城市（愛知県） - 連携・協力に関する協定書（2007年7月20日締結）
- 田原市（愛知県） - 連携・協力に関する協定書（2010年3月26日締結）
- 東栄町（愛知県） - 連携・協力に関する協定書（2007年6月22日締結）
- 豊根村（愛知県） - 連携・協力に関する協定書（2015年8月20日締結）
- 岐阜県 - 就職支援に関する協定書（2016年3月3日締結）
- 土岐市（岐阜県） - 連携・協力に関する協定書（2015年4月1日締結）
- 高山市（岐阜県） - 連携・協力に関する協定書（2012年7月3日締結）
- 飛騨市（岐阜県） - 連携・協力に関する協定書（2012年7月3日締結）
- 下呂市（岐阜県） - 連携・協力に関する協定書（2012年7月3日締結）
- 白川村（岐阜県） - 連携・協力に関する協定書（2012年7月3日締結）
- 静岡県 - 就職支援に関する協定書（2017年10月17日締結）
- 浜松市（静岡県） - 連携・協力に関する協定書（2015年11月5日締結）
- 湖西市（静岡県） - 連携・協力に関する協定書（2015年10月21日締結）
- 三重県 - 就職支援に関する協定書（2017年2月9日締結）
- 長野県 - 学生Ｕターン就職促進に関する協定書（2018年10月29日）
- 南信州広域連合（長野県） - 連携・協力に関する協定書（2007年10月10日締結）
- 売木村（長野県） - 連携・協力に関する協定書（2018年7月11日締結）
- 石川県 - 県内就職支援に関する協定書（2017年4月1日締結）
- 福井県 - 就職支援に関する協定書（2019年12月10日）
- 川西町（山形県） - 連携・協力に関する協定書（2014年5月17日締結）

### 他大学との協定
- 豊橋技術科学大学（愛知県豊橋市）
- 愛知教育大学（愛知県刈谷市）
- 豊田工業大学（愛知県名古屋市）
- 飯田女子短期大学（長野県飯田市）

### 海外校との協定
- 中国
  - 南開大学（天津）
現代中国学部2年次に全学生（日本人学生及び中国籍以外の留学生）を対象とした4か月間の現地プログラムを実施。1998年にそのための専用校舎兼宿舎として南開愛大会館を設置。
  - 中国人民大学（北京）
COEプログラムでの共同学術プロジェクトを南開大学と共に実施。
  - 北京外国語大学（北京）
  - 北京語言大学（北京）
  - 中央民族大学（北京）
  - 北京第二外国語大学（北京）
  - 中国社会科学院研究生院（北京）
  - 中国労働関係学院（北京）
  - 上海交通大学（上海）
所在地にかつて東亜同文書院大学が所在した。
  - 復旦大学（上海）
  - 上海外国語大学（上海）
  - 西北大学（陝西省）
  - 雲南大学（雲南省）
  - 南京大学（江蘇省）
  - 東南大学（江蘇省）
  - 南通大学（江蘇省）
  - 厦門大学（福建省）
  - 内モンゴル大学（内モンゴル自治区）
  - 東北師範大学（吉林省）
  - 東北財経大学（遼寧省）
- アメリカ合衆国
  - サウスイースト・ミズーリ州立大学（ミズーリ州）
  - ハワイ大学マノア校（ハワイ州）
  - ハワイ大学コミュニティカレッジ（ハワイ州）
  - トリード大学（英語版）（オハイオ州）
- イギリス
  - バーミンガム大学（バーミンガム）
  - オックスフォード・ブルックス大学（オックスフォード）
- カナダ
  - クイーンズ大学（オンタリオ州）
  - トンプソンリバーズ大学（英語版）（ブリティッシュコロンビア州）
- オーストラリア
  - モナシュ大学（オーストラリア・ビクトリア州）
- フランス
  - パリ第7大学（パリ）
  - オルレアン大学（ロワレ県）
- ドイツ
  - ブレーメン州立経済工科大学（ブレーメン）
  - ブレーメン大学（ブレーメン）
- リトアニア
  - ミーコラス・ロメリス大学（ヴィリニュス）
- 台湾
  - 国立台湾師範大学（台北）
  - 東呉大学（台北）
  - 輔仁大学（台北）
  - 国立金門大学（金門県）
- 韓国
  - 中央大学校（ソウル）
  - 建国大学校（ソウル）
  - 檀国大学校（ソウル）
- タイ
  - ナレースワン大学（ピッサヌローク県）
  - シラパコーン大学（バンコク）
- インドネシア
  - ムラワルマン大学（東カリマンタン州）
- ベトナム
  - 貿易大学（ハノイ）

### 高校との協定
- 東三河・浜松地区高大連携協議会

## 不祥事・事件

### 愛知大学事件（愛大事件）
1952年当時、学校創立数年足らずであったが、私学で最も早く全学連を結成に共産主義的な在学生が深く関わるなど「全国一赤い大学」として愛知大学は知られていた。事件前から学部長と新左翼学生運動参加学生らが対立していた。ただし、彼等のような先鋭的な学生もいたが、学長によれば在学生全体からすれば学生運動参加学生自体は少数であった。1952年5月7日に当時の豊橋市警察の2名の警察官が不審者が校内に入っていくのを目撃し、犯罪捜査のために大学内に大学当局に無断で立ち入った。片方は逃げられたものの、もう片方の警察官は学生によって殴打や捕縛され、警察手帳と拳銃を取り上げられた上で反省文を強要された後に、校外から追い出された。5月19日に学生8名、愛大助手1名が逮捕された。警察官を即座に発見出来た理由は、愛大助手から校内に「スパイ」がいるからと監視を頼まれていた学生ら二人が見張りをしていたからだった。これに対し、5月21日に全学教授会と学生自治会が、警察署へ抗議文を提出した。これは警察官の大学内無断立ち入りが大学自治の原則を脅かす問題だとし、「学生の行為のみを起因とした検挙で不当である」と主張したものであった。名古屋地検は暴力行為等処罰に関する法律違反、逮捕罪(不法逮捕)、公務執行妨害等の罪名で学生9名、講師1名を起訴した。
1961年8月14日、名古屋地方裁判所は、警察官に対する問い質しは許されるものの、殴打や捕縛、謝罪文強制は過剰行為であるため、彼等の行為は公務執行妨害、逮捕罪、強制罪であるとした。しかし、刑法37条の但し書きにある「過剰避難」を援用するとして、刑罰を免除するとした。2名に無罪、7名に刑免除の判決を言い渡した（1名は裁判中に死去）。
1970年8月25日、名古屋高等裁判所は、犯罪捜査のために警察官が大学内に立ち入ることができる場合を、「緊急およびその他やむをえない事由のある場合」、「裁判官の発する令状がある場合」を別として、大学の許諾または了解のもとに行うことを原則とすべきであるとした。今回において、二審は「緊急およびその他やむをえない事由のある場合」と認めなかった。この控訴審で裁判長は、学生らは警察官に対する誤想防衛による過剰行為の責任を負うと指摘したものの、事件の重大な争点である警官の北門侵入そのものを否定することで一審判決における公務執行妨害罪は成立しないといった、「有罪なものの刑は免除」の判決とした。
1973年4月26日、最高裁判所は上告を棄却した。大学自治と警察権において、基本的には大学当局への事前許可を原則したものの、裁判官が緊急と認められる場合と令状を出した場合には許されるという判決が確定した。
主任弁護士は、被告の学生の父親であり、大須事件も受任していた天野末治が務めた。天野ら自由法曹団に属する弁護士、第2、4代学長の本間喜一、第3代学長の小岩井浄、夏目文雄教授らによるねばり強い共闘によって、学生側の実質勝利が導かれた。

### 愛知大学山岳部薬師岳遭難事故
1963年1月に富山県の薬師岳で山岳部パーティー13人全員が遭難死した事件。山岳部パーティーの13人は雪による悪天候により登頂を断念し下山をしたが、地図と方位磁針を携行していなかったため途中ルートを誤り遭難した。経過としては、前年の12月25日に名古屋を出発、元日に薬師岳に登頂して1月13日に帰校の予定だったが戻らず、1月14日に大学当局から富山県警に捜索願いが出された。1月15日に捜索活動が開始されたが発見に至らず、1月27日に捜査が打ち切られ、遺体は同年3月に発見された。
マスコミでは大学生の大量遭難、かつ情報も少ないという中で取材競争が過熱化。後に、当時の取材状況をまとめた「マスコミ空中戦事件記者物語」といった書籍も出版された。

### デモ参加者が自治会旗を掲げる行為
2023年、愛知大学学生自治会の委員長ら3人が、ウクライナ反戦デモに自治会の旗を掲げて参加。同年9月、大学側は3人を退学とした。3人は大学を相手取り、学生の地位確認と1人あたり1100万円の損害賠償を求める訴えを名古屋地方裁判所豊橋支部に起こした。これとは別に2024年には、東京大学の授業料値上げに反対するデモに自治会の旗を掲げて参加した2人が懲戒処分を受けている。